# Coppa di Francia 1959-1960
La Coppa di Francia 1959-1960 è stata la 43ª edizione della coppa nazionale di calcio francese.

## Risultati

### Trentaduesimi di finale

#### Spareggi
| Squadra 1 | Risultato | Squadra 2 |
| --------- | --------- | --------- |
| Red Star  | 2 - 0     | Bordeaux  |
| Forbach   | 4 - 1     | Metz      |

### Sedicesimi di finale
| Squadra 1      | Risultato   | Squadra 2           |
| -------------- | ----------- | ------------------- |
| Angers         | 3 - 0       | Grenoble            |
| Red Star       | 3 - 0       | Montpellier         |
| Saint-Étienne  | 3 - 2 (dts) | Olympique Marsiglia |
| Rennes         | 2 - 1       | AS Hautmont         |
| Stade Reims    | 3 - 2       | Rouen               |
| Stade Français | 6 - 1       | AAJ Blois           |
| Nîmes          | 8 - 0       | Olympique Saumur    |
| Nizza          | 4 - 2       | Sedan-Torcy         |
| Monaco         | 2 - 1 (dts) | Olympique Lione     |
| Limoges        | 2 - 1       | FC Nancy            |
| Lilla          | 2 - 0       | Tolone              |
| Le Havre       | 2 - 1       | Strasburgo          |
| AS Gardanne    | 3 - 2       | Tolosa              |
| Forbach        | 4 - 1       | Lens                |
| Cannes         | 2 - 1       | Boulogne            |
| Sète           | 2 - 0       | RC Paris            |

### Ottavi di finale
| Squadra 1     | Risultato   | Squadra 2      |
| ------------- | ----------- | -------------- |
| Cannes        | 3 - 2       | Stade Français |
| Le Havre      | 2 - 1       | Red Star       |
| Lilla         | 2 - 1       | AS Gardanne    |
| Monaco        | 3 - 2 (dts) | Forbach        |
| Nizza         | 3 - 0       | Angers         |
| Stade Reims   | 3 - 2       | Nîmes          |
| Saint-Étienne | 2 - 1       | Rennes         |
| Sète          | 3 - 1       | Limoges        |

### Quarti di finale
| Squadra 1     | Risultato   | Squadra 2 |
| ------------- | ----------- | --------- |
| Le Havre      | 4 - 2       | Cannes    |
| Monaco        | 3 - 1       | Nizza     |
| Stade Reims   | 1 - 0 (dts) | Sète      |
| Saint-Étienne | 3 - 1       | Lilla     |

### Semifinali
| Squadra 1     | Risultato | Squadra 2   |
| ------------- | --------- | ----------- |
| Monaco        | 2 - 1     | Stade Reims |
| Saint-Étienne | 3 - 2     | Le Havre    |

### Finale
| Arbitro: | Marcel Lequesne |

| |            | |
| Roy 5’, 114’ Biancheri 88’ Ludo 103’ | Marcatori  | 43’ Liron 86’ Domingo |
| Henri Alberto Marcel Nowak Raymond Kaelbel Georges Thomas François Ludo Henri Biancheri André Hess Michel Hidalgo Serge Roy Lucien Cossou Albertus Carlier | Formazioni | Claude Abbes Richard Tylinski Robert Herbin François Wicart René Domingo René Ferrier Georges Peyroche Léon Glovacki Ginès Liron Jean Oleksiak Manuel Balboa |
| Lucien Leduc | Allenatori | René Vernier |